# Famous in Love
Famous in Love è una serie televisiva statunitense di genere teen romantic drama, trasmessa su Freeform dal 18 aprile 2017 al 30 maggio 2018 (sul sito ufficiale dell'omonimo canale ha pubblicato tutti i primi 10 episodi completi) e basata sul libro omonimo di Rebecca Serle. La serie è interpretata da Bella Thorne, Charlie DePew, Georgie Flores, Carter Jenkins, Niki Koss, Keith Powers, Pepi Sonuga e Perrey Reeves. Ideata dalla stessa autrice e da I. Marlene King. In Italia la serie è andata in onda dal 5 ottobre 2017 al 24 ottobre 2018 sul canale a pagamento Premium Stories. Il 29 giugno 2018 Freeform annuncia la cancellazione della serie dopo due sole stagioni.

## Trama
Paige Townsen è una normale studentessa del college, finché un giorno ottiene il ruolo da protagonista in "Locked". Ora deve abituarsi a vivere una nuova vita, nella quale deve destreggiarsi tra università e riprese. A scombussolare la sua vita c'è l'innegabile chimica con il co-protagonista Rainer Devon, che causerà non pochi problemi per la sua "relazione" con il coinquilino Jake Salt. Nella serie ci saranno anche dei segreti svelati, che potrebbero completamente abbattere i nostri protagonisti.

## Episodi
| Stagione         | Episodi | Prima TV USA | Prima TV Italia |
| ---------------- | ------- | ------------ | --------------- |
| Prima stagione   | 10      | 2017         | 2017            |
| Seconda stagione | 10      | 2018         | 2018            |

## Personaggi ed interpreti
- Paige Townsen (stagioni 1-2), interpretata da Bella Thorne, doppiata da Giulia Franceschetti. Una giovane studentessa del college, che viene presa per l'adattamento cinematografico della serie di libri chiamata Locked, ciò cambia drasticamente la sua vita.
- Jake Salt (stagioni 1-2), interpretato da Charlie DePew, doppiato da Emanuele Ruzza. Un ragazzo del Midwest che apira a diventare uno sceneggiatore un regista di film indipendenti. Migliore amico di Paige e uno dei suoi interessi amorosi. Charlie DePew ha sostituito Jesse Henderson nel ruolo dopo il pilota.
- Cassandra "Cassie" Perkins (stagioni 1-2), interpretata da Georgie Flores, doppiata da Ludovica Bebi. Coinquilina di Paige e amica stretta.
- Rainer Devon (stagioni 1-2), interpretato da Carter Jenkins, doppiato da Alessandro Campaiola. Il figlio della famosa produttrice Nina Devon e di Alan Mills. Etichettato come "l'uomo più sexy al mondo", ed attore famoso. Ha una relazione complicata con Jordan Wilder e presto sviluppa un interesse amoroso per Paige Townsen.
- Alexis Glenn (stagioni 1-2), interpretata da Niki Koss, doppiata da Veronica Puccio. Vecchia amica di Rainer che compete per avere il ruolo di Paige. È segretamente bisessuale.
- Jordan Wilder (stagioni 1-2), interpretato da Keith Powers, doppiato da Manuel Meli. Una star turbolenta che ha ottenuto il ruolo dell'altro personaggio coinvolto nel triangolo amoroso. Lui e Rainer hanno una storia complicata per il fatto che entrambi condividono un passato con Tangey.
- Tangey Turner (stagioni 1-2), interpretata da Pepi Sonuga, doppiata da Eva Padoan. Una pop star con una madre protettiva. Ha tradito Rainer Devon con Jordan Wilder, ciò crea tensione tra i due ragazzi.
- Nina Devon (stagioni 1-2), interpretata da Perrey Reeves, doppiata da Francesca Fiorentini. La madre di Rainer. Sicura e manipolativa, è in grado di fare qualsiasi cosa per far sì che le cose vadano come vuole lei.

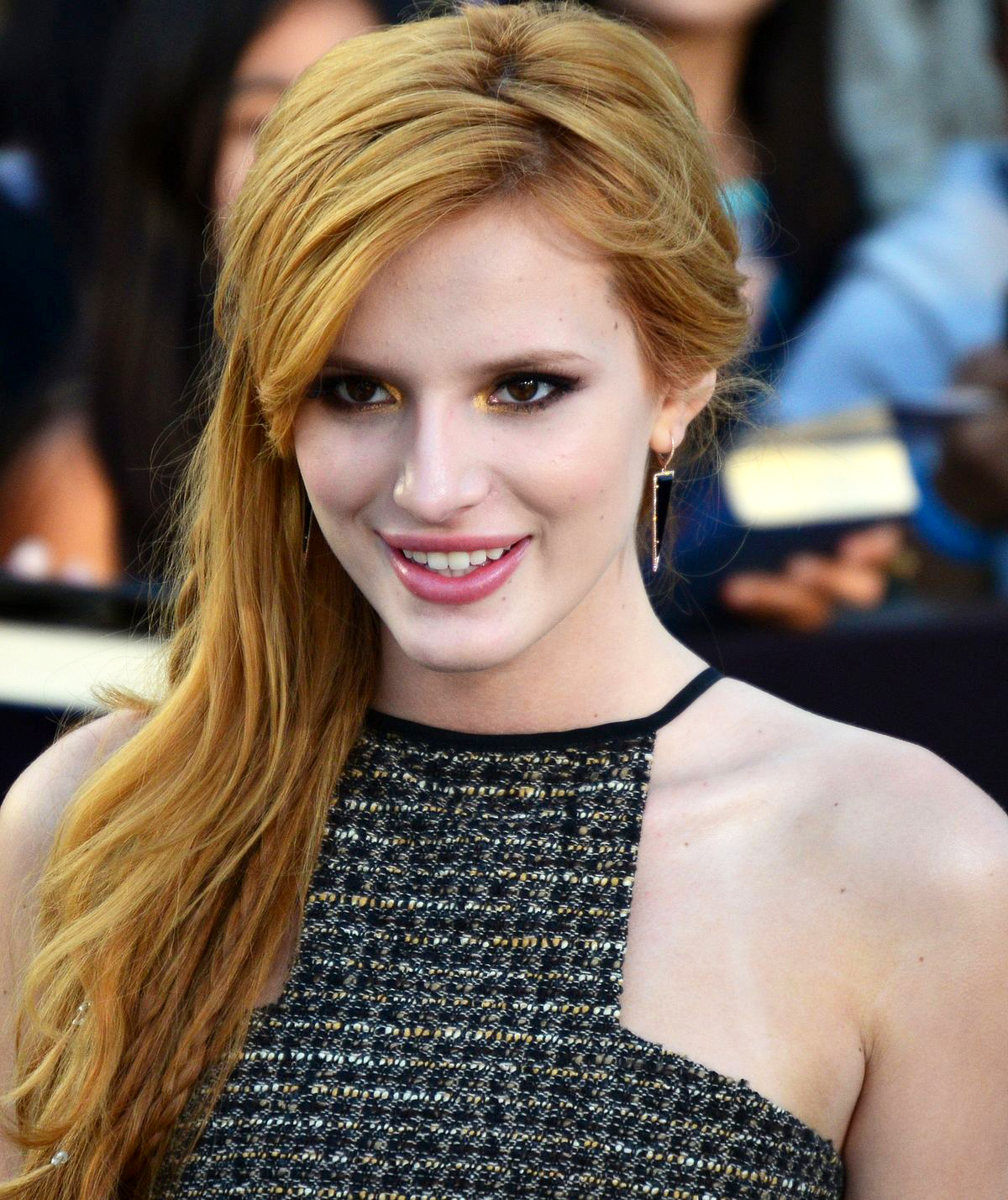
Bella Thorne interpreta Paige Townsen
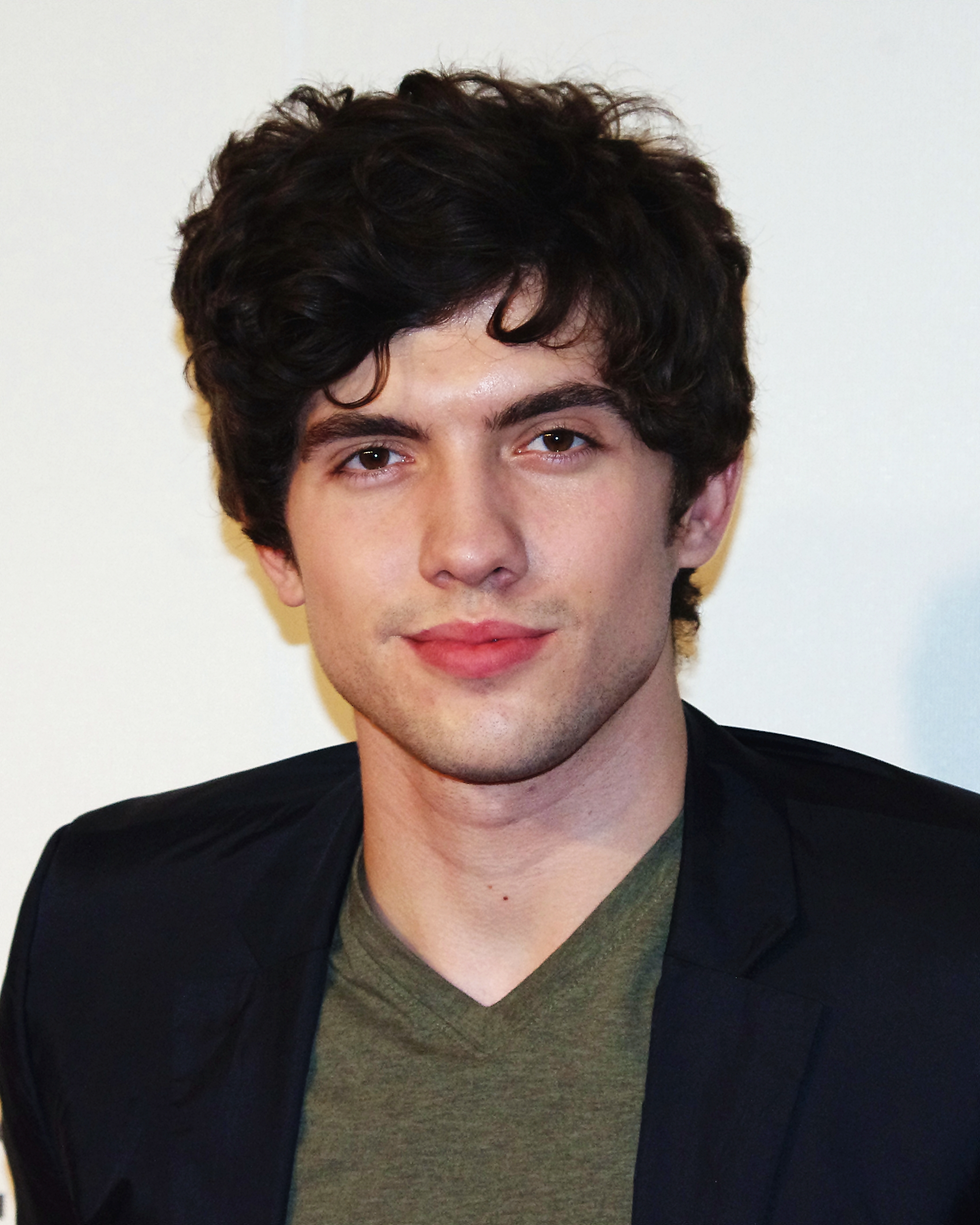
Carter Jenkins interpreta Rainer Devon
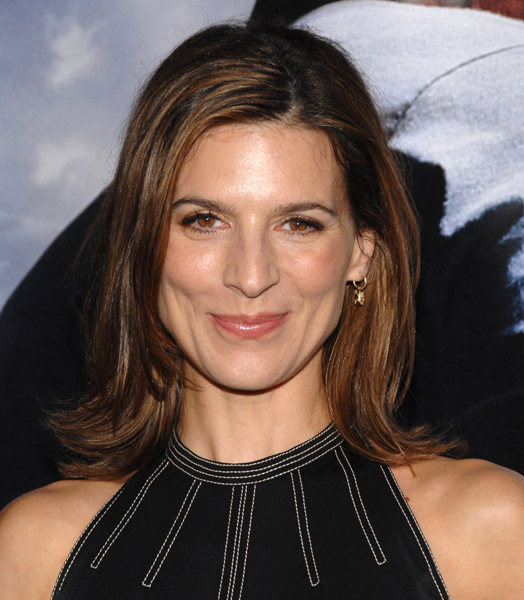
Perrey Reeves interpreta Nina Devon

### Personaggi secondari
- Wyatt (stagione 1), interpretato da Jason Antoon. Il regista originale dell'adattamento di Locked, che lasciala produzione del film dopo i due mesi di pausa.
- Barrett (stagione 1), interpretato da Nathan Stewart-Jarrett. Un report di gossip.
- Alan Mills (stagioni 1-2), interpretato da Shawn Christian. Il capo dello studio di produzione del film.
- Ida (stagioni 1-2), interpretata da Vanessa Williams. Madre e manager di Tangey.
- Adam (stagioni 1-2), interpretato da Tom Maden. Un assistente di produzione e fidanzato di Cassie.
- Harper (stagione 2), interpretata da Danielle Campbell, star che Rainer incontra in riabilitazione e con il quale rimane coinvolta.
- Sloane Silver (stagione 2), interpretata da Sofia Carson, la figlia di un famoso produttore cinematografico.

## Produzione
L'ABC Family, nome precedente di Freeform, aveva dato il via all'episodio pilota il 19 marzo 2015. L'episodio è stato registrato nel mese di novembre 2015; mentre il 7 aprile 2016, Freeform dà il via libera per i restanti episodi. Le riprese sono iniziate il 13 luglio e concluse il 18 ottobre 2016.
Il 3 agosto 2017, Freeform rinnova la serie per una seconda stagione.
Il 30 ottobre 2017 è iniziata la produzione della seconda stagione che ha debuttato il 4 aprile 2018.
Il 29 giugno 2018, viene cancellata dopo due stagioni.